# Toxorhina (Toxorhina) cisatlantica
Toxorhina (Toxorhina) cisatlantica is een tweevleugelige uit de familie steltmuggen (Limoniidae). De soort komt voor in het Afrotropisch gebied.